# فوقس عقدي
فوقس عقدي (الاسم العلمي: Ascophyllum nodosum) هو نوع من الطلائعيات يتبع جنس الفوقس زقياني من فصيلة الفوقسية.